# Jesper Helledie
Jesper Helledie (* 5. September 1954) ist ein ehemaliger dänischer Badmintonspieler.

## Karriere
Nach vielen Titeln im Nachwuchsbereich in Dänemark gewann er 1973 Gold und Silber bei den Europameisterschaften der Junioren. Im gleichen Jahr gewann er auch die Nordischen Juniorenmeisterschaften. 1976 wurde er Mannschaftseuropameister mit dem dänischen Team.
1983 gewann er Gold bei den Weltmeisterschaften im Doppel mit Steen Fladberg, 1986 wurden beide Europameister. Ein Titel blieb ihm jedoch versagt: Helledie wurde nie Dänischer Meister bei den Erwachsenen.
Helledie ist auch im neuen Jahrtausend noch bei Seniorenmeisterschaften aktiv.

## Erfolge
| Saison    | Veranstaltung                                    | Disziplin    | Platz | Name |
| --------- | ------------------------------------------------ | ------------ | ----- | --- |
| 1969/1970 | Dänemark: Einzelmeisterschaften der Junioren U17 | Herrendoppel | 1     | Jacob Dynnes Hansen, København / Jesper Helledie, Hvidovre                                                                                  |
| 1969/1970 | Dänemark: Einzelmeisterschaften der Junioren U17 | Herreneinzel | 1     | Jesper Helledie, Hvidovre |
| 1970/1971 | Dänemark: Einzelmeisterschaften der Junioren U17 | Herreneinzel | 1     | Jesper Helledie, Hvidovre |
| 1970/1971 | Dänemark: Einzelmeisterschaften der Junioren U17 | Mixed        | 1     | Jesper Helledie, Hvidovre / Pia Christensen, København                                                                                      |
| 1970/1971 | Dänemark: Einzelmeisterschaften der Junioren U17 | Herrendoppel | 1     | Jacob Dynnes Hansen, København / Jesper Helledie, Hvidovre                                                                                  |
| 1971/1972 | Dänemark: Einzelmeisterschaften der Junioren U19 | Herrendoppel | 1     | Jesper Helledie, Hvidovre / Jacob Dynnes Hansen, København                                                                                  |
| 1971/1972 | Dänemark: Einzelmeisterschaften der Junioren U19 | Herreneinzel | 1     | Jesper Helledie, Hvidovre |
| 1972/1973 | Dänemark: Einzelmeisterschaften der Junioren U19 | Herrendoppel | 1     | Jesper Helledie, Hvidovre / Jacob Dynnes Hansen, København                                                                                  |
| 1972/1973 | Dänemark: Einzelmeisterschaften der Junioren U19 | Herreneinzel | 1     | Jesper Helledie, Hvidovre |
| 1972/1973 | Dänemark: Einzelmeisterschaften der Junioren U19 | Mixed        | 1     | Jesper Helledie, Hvidovre / Susanne Erichsen, Gladsaxe-Søborg                                                                               |
| 1973      | Europameisterschaft der Junioren                 | Herreneinzel | 1     | Jesper Helledie |
| 1973      | Europameisterschaft der Junioren                 | Herrendoppel | 2     | Jesper Helledie / Jacob Dynnes Hansen |
| 1973      | Europameisterschaft der Junioren                 | Mixed        | 1     | Jesper Helledie / Susanne Johansen |
| 1973      | Nordische Juniorenmeisterschaften                | Herreneinzel | 1     | Jesper Helledie |
| 1975      | Schweden: Internationale Meisterschaften         | Herrendoppel | 2     | Jesper Helledie / Jørgen Mortensen |
| 1976      | Europameisterschaft                              | Mannschaft   | 1     | Dänemark (Flemming Delfs, Jesper Helledie, Steen Skovgaard, Jette Foge, Susan Hansen, Elo Hansen, Gert Hansen, Lene Køppen, Lonny Bostofte) |
| 1978      | Norwegen: Internationale Meisterschaften         | Herrendoppel | 1     | Jesper Helledie / Steen Fladberg |
| 1978      | Niederlande: Internationale Meisterschaften      | Herrendoppel | 1     | Svend Pri / Jesper Helledie |
| 1979/1980 | Dänemark: Einzelmeisterschaft der Amateure       | Herreneinzel | 1     | Jesper Helledie, Hvidovre BC |
| 1979/1980 | Dänemark: Einzelmeisterschaft der Amateure       | Mixed        | 1     | Jesper Helledie, Hvidovre BC / Inge Borgstrøm, Ringsted                                                                                     |
| 1979/1980 | Dänemark: Einzelmeisterschaft der Amateure       | Herrendoppel | 1     | Jesper Helledie / Jan Hammergaard Hansen, Hvidovre BC                                                                                       |
| 1981/1982 | Dänemark: Einzelmeisterschaft der Amateure       | Herrendoppel | 1     | Jens Peter Nierhoff, Triton, Aalborg / Jesper Helledie, Hvidovre BC                                                                         |
| 1982/1983 | Dänemark: Einzelmeisterschaft der Amateure       | Herrendoppel | 1     | Jens Peter Nierhoff, Gentofte BK / Jesper Helledie, Hvidovre BC                                                                             |
| 1983      | Schweden: Internationale Meisterschaften         | Herrendoppel | 1     | Sten Fladberg / Jesper Helledie |
| 1983      | Niederlande: Internationale Meisterschaften      | Herrendoppel | 1     | Steen Fladberg / Jesper Helledie |
| 1983      | Weltmeisterschaft                                | Herrendoppel | 1     | Steen Fladberg / Jesper Helledie |
| 1984      | Scottish Open                                    | Herrendoppel | 1     | Morten Frost / Jesper Helledie |
| 1984      | Nordische Meisterschaften                        | Mixed        | 1     | Jesper Helledie / Dorte Kjær |
| 1985      | Niederlande: Internationale Meisterschaften      | Herrendoppel | 1     | Steen Fladberg / Jesper Helledie |
| 1985/1986 | Dänemark: Internationale Meisterschaften         | Herrendoppel | 1     | Steen Fladberg / Jesper Helledie |
| 1986      | Europameisterschaft                              | Herrendoppel | 1     | Steen Fladberg / Jesper Helledie |
| 1990      | Kanada: Masters 35 plus                          | Herrendoppel | 1     | Jesper Helledie / Kevin Little |
| 1990      | Kanada: Masters 35 plus                          | Herreneinzel | 1     | Jesper Helledie |
| 1992      | Kanada: Masters 35 plus                          | Herrendoppel | 1     | Jesper Helledie / Kevin Little |
| 1992      | Kanada: Masters 35 plus                          | Herreneinzel | 1     | Jesper Helledie |
| 1993      | Kanada: Masters 35 plus                          | Herrendoppel | 1     | Jesper Helledie / Greg Carter |
| 1993      | Kanada: Masters 35 plus                          | Herreneinzel | 1     | Jesper Helledie |
| 1994/1995 | Dänemark: Seniorenmeisterschaften 40+            | Herrendoppel | 1     | Gert Hansen, Lyngby / Jesper Helledie, Hvidovre                                                                                             |
| 1994/1995 | Dänemark: Seniorenmeisterschaften 45+            | Mixed        | 1     | Birthe Rathsach, Hillerød / Jesper Helledie, Hvidovre                                                                                       |
| 1995      | Senioren-Europameisterschaft 40+                 | Herrendoppel | 1     | Jesper Helledie / Gert Hansen |
| 1995      | Senioren-Europameisterschaft 40+                 | Mixed        | 3     | Jesper Helledie / Birthe Rathsach |
| 1995/1996 | Dänemark: Seniorenmeisterschaften 40+            | Damendoppel  | 1     | Jesper Helledie, Hvidovre / Gert Hansen, Lyngby                                                                                             |
| 1996/1997 | Dänemark: Seniorenmeisterschaften 40+            | Mixed        | 1     | Susanne Sørensen / Jesper Helledie, Hvidovre                                                                                                |
| 1996/1997 | Dänemark: Seniorenmeisterschaften 40+            | Herrendoppel | 1     | Claus B. Andersen, Hillerød / Jesper Helledie, Hvidovre                                                                                     |
| 1997      | Senioren-Europameisterschaft 40+                 | Mixed        | 1     | Jesper Helledie / Susanne Sørensen |
| 1997      | Senioren-Europameisterschaft 40+                 | Herrendoppel | 1     | Claus B. Andersen / Jesper Helledie |
| 1997/1998 | Dänemark: Seniorenmeisterschaften 40+            | Herrendoppel | 1     | Steen Fladberg, Køge / Jesper Helledie, Hvidovre                                                                                            |
| 1997/1998 | Dänemark: Seniorenmeisterschaften 40+            | Mixed        | 1     | Jesper Helledie / Susanne Sørensen, Hvidovre                                                                                                |
| 1998/1999 | Dänemark: Seniorenmeisterschaften 40+            | Herrendoppel | 1     | Steen Fladberg, Køge / Jesper Helledie, Hvidovre                                                                                            |
| 1998/1999 | Dänemark: Seniorenmeisterschaften 40+            | Mixed        | 1     | Hanne Adsbøl, Lyngby / Jesper Helledie, Hvidovre                                                                                            |
| 1999      | Senioren-Europameisterschaft 40+                 | Mixed        | 1     | Jesper Helledie / Hanne Adsbol |
| 1999      | Senioren-Europameisterschaft 40+                 | Herrendoppel | 1     | Jesper Helledie / Claus B. Andersen |
| 1999/2000 | Dänemark: Seniorenmeisterschaften 40+            | Herrendoppel | 1     | Steen Fladberg, Køge / Jesper Helledie, Hvidovre                                                                                            |
| 1999/2000 | Dänemark: Seniorenmeisterschaften 40+            | Mixed        | 1     | Jesper Helledie, Hvidovre BC / Hanne Adsbøl, Lyngby                                                                                         |
| 2000/2001 | Dänemark: Seniorenmeisterschaften 40+            | Herrendoppel | 1     | Lars Meincke / Jesper Helledie, Hvidovre |
| 2001      | Senioren-Europameisterschaft 40+                 | Herrendoppel | 2     | Claes Nordin / Jesper Helledie |
| 2001/2002 | Dänemark: Seniorenmeisterschaften 40+            | Herrendoppel | 1     | Steen Fladberg, Køge / Jesper Helledie, Hvidovre                                                                                            |
| 2002      | Senioren-Europameisterschaft 40+                 | Herrendoppel | 2     | Jesper Helledie / Claus B. Andersen |
| 2002      | Senioren-Europameisterschaft 40+                 | Mixed        | 1     | Jesper Helledie / Hane Adsbol |
| 2002/2003 | Dänemark: Seniorenmeisterschaften 40+            | Herrendoppel | 1     | Jesper Helledie, Hvidovre / Steen Fladberg, Køge                                                                                            |
| 2002/2003 | Dänemark: Seniorenmeisterschaften 40+            | Mixed        | 1     | Hanne Adsbøl, Lyngby / Jesper Helledie, Hvidovre                                                                                            |
| 2004/2005 | Dänemark: Seniorenmeisterschaften 45+            | Herrendoppel | 1     | Jesper Helledie, Hvidovre/Steen Fladberg, Køge                                                                                              |
| 2005/2006 | Dänemark: Seniorenmeisterschaften 45+            | Herrendoppel | 1     | Jesper Helledie, Hvidovre/Steen Fladberg, Køge                                                                                              |
| 2006      | Senioren-Europameisterschaft 45+                 | Mixed        | 1     | Jesper Helledie / Hanne Adsbøl |
| 2006      | Senioren-Europameisterschaft 50+                 | Herrendoppel | 1     | Jesper Helledie / Claus B Andersen |